# Philips VG-8235
De VG-8235 is een door Philips op de markt gebrachte MSX 2 homecomputer uit 1986 die voldoet aan de MSX-computerstandaard.

## Omschrijving

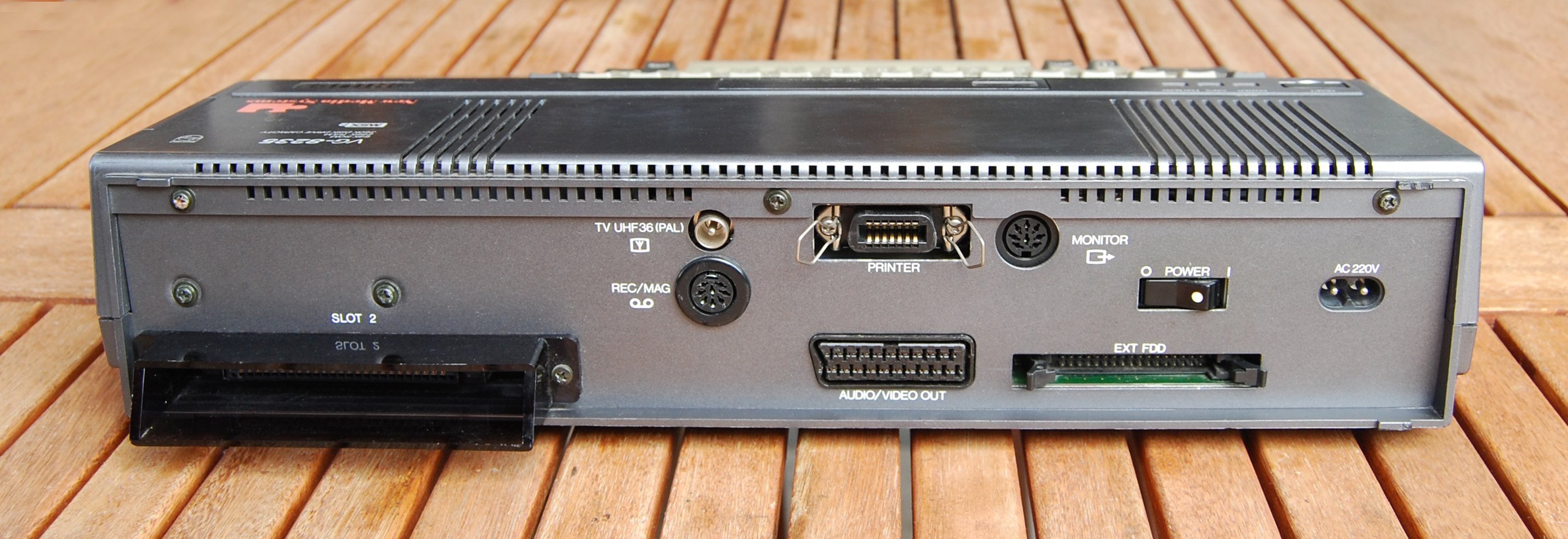
Philips VG-8235 achterkant

Alle computerelektronica is ondergebracht in een uit één stuk bestaande computerbehuizing met een geïntegreerd toetsenbord. Het toetsenbord kan in hoogte worden afgesteld en bevat een afzonderlijk blok cursortoetsen. De kleurencombinatie van de behuizing is antraciet in combinatie met grijze toetsen. De computer beschikt over twee cartridgesleuven, en er zijn twee joystickaansluitingen die zich aan de rechterkant bevinden. De VG-8235 heeft een ingebouwd diskettestation met een capaciteit van 360 kB.
De VG-8235 werd ontwikkeld en gefabriceerd door het Japanse NEC.
Uiteindelijk werd de VG-8235 opgevolgd door de NMS-8245. Dit model heeft een nieuw ontworpen behuizing, geen instelbaar toetsenbord, en er is een dubbelzijdig diskettestation toegevoegd zodat de opslagcapaciteit toenam van 360 kB naar 720 kB per diskette.

## Modelvarianten
De computer werd op de markt gebracht in verschillende varianten:
- VG-8235/00 - Eerste model met MSX-BASIC 2.0 en QWERTY-toetsenbordindeling.
- VG-8235/20 - Tweede model met MSX-BASIC 2.1 en herzien moederbord.

Daarnaast verschenen er aangepaste versies:
- VG-8235/02, VG-8235/22 - Duits model, QWERTZ-toetsenbordindeling.
- VG-8235/16, VG-8235/36 - Spaans model, QWERTY toetsenbord met ñ toets.
- VG-8235/19,  VG-8235/39 - Frans model, toetsenbordindeling is AZERTY.

## Technische specificaties
Processor
- Zilog Z80A met een kloksnelheid van 3,56 MHz (PAL).

Geheugen
- ROM: 64 kB
- RAM: 128 kB
- Video RAM: 128 kB

Weergave
- Yamaha Corporation V9938
- tekst: 40×24, 80×24
- grafisch: resolutie 256×192, 512x192 beeldpunten
- kleuren: 16 uit een palet van 512, of in scherm 8: 256 kleuren maximaal

Geluid
- PSG (ingebouwd in MSX-controller S-3527))
- 3 geluidskanalen, waarvan één ruiskanaal
- 8 octaven

Controller
- MSX-controller: S-3527 (besturing geheugen, invoer/uitvoer, geluid)
- real-time klok met zelfopladende batterij

Opslag
- enkelzijdig 3,5-inch diskettestation (360 kB)
- datarecorder (cassette)

Besturingsysteem
- MSX BASIC versie 2.0/2.1
- MSX DISK BASIC versie 2.1

Aansluitingen
- netsnoer
- RF-uitgang
- CVBS (voor aansluiting van een computermonitor)
- datarecorder
- extern diskettestation
- Parallelle poort voor een printer
- 2 joysticks
- 2 cartridgesleuven